# Ni Hao, Kai-Lan
Ni Hao, Kai-Lan es una serie estadounidense de dibujos animados para niños en edad preescolar y enseñaba a hablar en chino mandarín. Fue emitida desde el lunes 5 de noviembre de 2007 al domingo 10 de marzo de 2013.
El 23 de junio de 2012, justo después de terminar las transmisiones de la segunda temporada, y debido a los bajos índices de audiencia, Nickelodeon anunció la cancelación de la serie. Además, la serie también salió de la programación de Nick Jr. el 24 de mayo de 2013, tras 5 años de transmisión continúa.

## Episodios

### Temporada 1
| No.   | Episodio # | Título original         | Título en Latinoamérica     | Estreno en Latinoamérica |
| ----- | ---------- | ----------------------- | --------------------------- | ------------------------ |
| 1     | 1          | The Dragonboat Festival | El festival del Bote dragón | 5 de noviembre de 2007   |
| 2     | 2          | Everybody's Hat Parade  | El desfile de los Sombreros | 12 de noviembre de 2007  |
| 3     | 3          | Safari Pais             | El Safari                   | 9 de marzo de 2007       |
| 4     | 4          | Twirly Wirly Flyers     | El columpio de las hormgias | 23 de marzo de 2008      |
| 5     | 5          | The Snowiest Ride       | La Montaña Rusa             | 30 de marzo de 2008      |
| 6     | 6          | Tolee's Rhyme Time      | Las rimas de tolee          | 1 de abril de 2007       |
| 7     | 7          | Kai Lan's Campout       | El Campamento de Kai Lan    | 6 de abril de 2007       |
| 8     | 8          | Wait, Hoho, Wait        | Espera, Hoho, Espera        | 13 de abril de 2007      |
| 9     | 9          | The Ant Playground      | El juego de las hormigas    | 4 de mayo de 2007        |
| 10    | 10         | Happy Chinese New Year  | Feliz Año Nuevo Chino       | 11 de mayo de 2009       |
| 11    | 11         | Beach Day               | Día de Playa                | 25 de mayo de 2009       |
| 12    | 12         | Rain or Shine           | Lluvia o Sol                | 1 de junio de 2009       |
| 13    | 13         | Hoho's Big Flight       | La gran linterna de Hoho    | 22 de junio de 2009      |
| 14    | 14         | Ni Hao, Halloween       | Ni Hao, la noche de brujas  | 31 de octubre de 2009    |
| 15    | 15         | Roller Rintoo           | Los patines de Rintoo       | 10 de agosto de 2009     |
| 16    | 16         | Kai Lan's Carnival      | La feria de Kai Lan         | 5 de octubre de 2009     |
| 17    | 17         | Lulu Day                | Día de Lulu                 | 7 de octubre de 2009     |
| 18    | 18         | Sports Day              | Día del Deporte             | 9 de noviembre de 2009   |
| 19+20 | 19+20      | Kai-Lan's Trip to China | El paisaje de Kai Lan       | 4 de noviembre de 2008   |

### Temporada 2
| No. | Episodio # | Título original               | Título en Latinoamérica                   | Estreno en Latinoamérica |
| --- | ---------- | ----------------------------- | ----------------------------------------- | ------------------------ |
| 20  | 1          | The Ladybug Festival          | El festival de las Marquitas              | 12 de abril de 2010      |
| 21  | 2          | The Dinosaur Ballon           | El globo de dinosaurio                    | 3 de mayo de 2010        |
| 22  | 3          | Playtime at Tolee             | Jugando en casa de Tolee                  | 31 de mayo de 2010       |
| 23  | 4          | The Moon Festival             | El festival de la luna                    | 5 de julio de 2010       |
| 24  | 5          | Kai Lan's Big Play            | El gran teatro de Kai Lan                 | 7 de julio de 2010       |
| 25  | 6          | Kai Lan's Big Surprise        | La gran sorpresa de Kai Lan               | 2 de agosto de 2010      |
| 26  | 7          | Stompy Rides Again            | El tren de Stompy                         | 9 de agosto de 2010      |
| 27  | 8          | Rintoo's Big Blip             | El circo de espectáculo de Rinto          | 23 de agosto de 2010     |
| 28  | 9          | Rintoo Makes a Splash         | El chapunzon de Rintoo                    | 6 de septiembre de 2010  |
| 29  | 10         | The Ants Dance                | La música de las Hormigas                 | 20 de septiembre de 2010 |
| 30  | 11         | Lulu's Clound                 | La Casa de Lulu                           | 17 de enero de 2011      |
| 31  | 12         | Kai Lan's Playhouse           | El juego de Kai Lan                       | 7 de febrero de 2011     |
| 32  | 13         | Pandy's Puddle                | Tolee, el muñeco Perdido                  | 21 de febrero de 2011    |
| 33  | 14         | Tolee's Promise               | La promesa de Tolee                       | 22 de febrero de 2011    |
| 34  | 15         | The Place Where We All Live   | El lugar donde todos vivimos              | 28 de febrero de 2011    |
| 36  | 16         | Kai Lan's Snow Coaster        | La nieve de Kai Lan                       | 1 de marzo de 2011       |
| 37  | 17         | Tolee's Turno                 | El turno de Tolee                         | 2 de marzo de 2011       |
| 38  | 18         | Hula Duck Dance Party         | La fiesta bailable de los patos hula hula | 3 de marzo de 2011       |
| 39  | 19         | Princess Kai Lan              | La princesa Kai Lan                       | 6 de marzo de 2011       |
| 40  | 20         | Journey to Monkey King Castle | Viaje al Castillo del Rey Mono            | 10 de febrero de 2012    |

## Comparación conDora, La ExploradorayLos Casagrande
- En uno de los episodios, tanto de Dora La Exploradora y Los Casagrande como Ni-Hao, Kai-Lan invitan a un amigo a jugar a su casa y lo acompañan a ir a explorar con ellos y luego no funciona y los mismos que vienen a jugar a la casa de Tolee y Rosa Casagrande y a regresarles los instrumentos al Fiesta Trío para tocar música con la abeja reina Rintoo, Hector Casagrande y Botas en los episodios Jugando en casa de Tolee con Rosa Casagrande y El primer viaje de Dora después de angustiarse se ponen tristes y deciden irse rápidamente y tanto Dora, Ronnie Anne y Sid Chang como Kai-Lan les explican lo sucedido, además Tolee y Rosa Casagrande se enoja con Ritoo y Hector Casagrande sin pedirle perdón por haberle roto accidentalmente el cuadro en Ni Hao, Kai-Lan, en Dora, la exploradora Botas se asusta demasiado porque Zorro lo viene persiguiendo a lo largo del camino y éste le dice que quiere llevarse sus botas.
- Dora al igual que Kai-Lan, es bilingüe, situación que cambia ya que Kai-Lan habla el chino mandarín en la 4 temporada mientras que con Dora la situación es a la inversa; Kai-Lan al principio de la serie les enseña a sus televidentes a hablar el mandarín pero luego en Dora, La Exploradora, Botas aprende a hablar el inglés por primera vez y en Los Casagrande, Sid Chang aprende a hablar el Español Latino por primera vez.
- Tico, Frida Casagrande y Tolee tienen un amigo que siempre resuelve los problemas (peleas, tristezas, conflictos, etc.)
- Kai-Lan tiene un amigo mono que salta mucho, igual que Dora y Sid Chang.
- En ambas series hacen una apuesta de jugar, Sid Chang Kai-Lan, Ronnie Anne y Lulu queriendo que bailara y hacer burbujas y Ronnie Anne Dora y Botas Sid Chang entre ellos (que Dora se fuera con su osito Teddy Bear a la montaña y que Botas lo llevara a viajar con ellos y sobre todo, su dinosaurio justo antes de irse a dormir).
- Kai-Lan, al igual que Dora, Sid Chang, habla únicamente el idioma del espectador.
- Al igual que en ambas series Dora es más bilingüe que Kai-Lan y Botas al igual que Tolee adora comer bananas y éste a los pandas.
- En las dos series al principio del programa dan una introducción de lo que pasará en el capítulo.
- En un episodio la actriz Caitlin Sanchez (voz de Dora hasta el 2010) y Rintoo y Hector Casagrande vinieron a jugar a la casa de Tolee y Rosa Casagrande y a continuar grabando la voz de Dora Sid Chang y en ese mismo episodio fueron despedidos. Rintoo y Hector Casagrande en la casa de Tolee y Rosa Casagrande (asumiendo un error que cometió Rintoo y Carlos Casagrande y Hector Casagrande al romperle el cuadro a Tolee y Rosa Casagrande y a éste le dolió no pedirle disculpas) y Caitlin Sanchez en el episodio la 6° temporada en el que recuperan el libro de perritos de Zorro para invitarlos a dormir a la casa de su abuela (fue despedida por no volver a grabar a su personaje debido a su retiro temporal).
- En ambas series hay un capítulo en el que los protagonistas se defienden a sí mismos para llevarse bien con los zorros y los unicornios.
- Tanto Carlos Casagrande y Rintoo como Isa tienen espectáculos para el circo, Rintoo y Carlos Casagrande su salto por el aire e Isa su practica de caminar sobre zancos.
- Tanto en la serie "Dora, La Exploradora" como "Ni Hao Kai-Lan" "Los Casagrande" , en un episodio les ganan la carrera.
- En ambos aparece un mono saltarín. En Ni Hao, Kai-Lan, Hoho; y en Dora, la exploradora, Botas. En Los Casagrande, el Zoológico de Sid Chang, Nico el mono;
- En un episodio de cada serie, aparecen el Rey Mono y el rey Unicorne y tanto Sid Chang como Dora como Kai-Lan los acompañan a defender a los zorros y los unicornios de los osos y los dragones.
- En un episodio de ambas series, los protagonistas van a la playa y al ver la ola que derribaba el castillo que construía Tolee y Arturo Santiago/Casagrande en la arena y sin darse cuenta de que Zorro estaba llevándose el flotador de Botas, en un principio, nadie les cree lo que les sucedió.
- En ambos programas las protagonistas llegan a la tierra de los cuentos de hadas al actuar como la princesa Kai-Lan y la Princesa Dora y el Príncipe Sergio Casagrande.
- Y al estar en esta tierra mágica en ambos programas se encuentran con los zorros y los personajes de los libros de cuentos.
- Tanto en Dora, La Exploradora como en Ni Hao, Kai-Lan como Los Casagrande los personajes principales quedan atrapados al tener que ir a la fiesta del Rey Mono y al castillo para traerles la luna al rey y a la reina, Kai-Lan, Tolee, Maria Santiago/Casagrande y el Rey Mono en el otro lado de la muralla (porque el Rey Mono intentó cruzarla y llegar hasta la otra parte de ella para defender a los osos de los zorros y Kai-Lan y Sid Chang intentó ayudarle) y Dora, La Exploradora en el valle del Invierno (por culpa de la Bruja del vestido púrpura).
- En ambas series se quedan atrapadas en un solo sitio durante la mayor parte del capítulo; Botas Durmiente en la muralla de las hojas coloridas por culpa de Dora y Maria Santiago/Casagrande y Los 7 enanos y las hormigas en un charco de agua porque estaban a punto de construir sus puestos de manzanas.
- En un episodio especial de Halloween de Dora La Exploradora y de Ni Hao Kai-Lan Los Casagrande, Dora, Botas, Ronnie Anne, Sid Chang, Kai-Lan y Tolee acompañan a Carlitos Casagrande, Monstruito y a Rintoo a pedir dulces y en ese mismo episodio durante el especial de Halloween los protagonistas quieren a la fiesta y luego no funciona. Sin embargo, las dos amigas de los protagonistas que salen a pedir dulces Ronnie Anne, Sid Chang, Kai-Lan y Dora en los episodios Ni Hao, Noche de Brujas, El Maleficio del Duende de los Dulces, Noche de Brujas y ¡Boo! después de enterarse de que Rintoo Carlitos Casagrande lleva quebrado un hueso de su pierna regresan para ver que le pasó y para ver si se le repara el hueso deciden irse rápidamente y Carlota Casagrande, Cj Casagrande, Carl Casagrande, Tolee, Botas y Monstruito los acompañan a la fiesta.

## Personajes

### Kai-Lan Chow
Es una niña maestra (de aproximadamente 6 años de edad) que comparte su bilingüismo (ella sabe español y chino mandarín) con sus amigos animales. Ella baila y canta cuando hay problemas para resolver. Suele decir la palabra "súper". Su nombre, Kai-lan, es el nombre del creador en chino, Karen Chau. Su instrumento es la pandereta. Ella lloró una vez en La Gran Sorpresa de Kai-Lan y Adelaide Chang ella lloró una vez en Salvemos el Zoológico. Es el único personaje que es humano (además de su abuelo YeYe y además es su hermana Sid Chang).
- Voz por Jade-Lianna Peters
- Doblaje en Latinoamérica: Carolina Highet
- Doblaje en España:

### Rintoo
Rintoo es un tigre impulsivo de 9 años de edad y es considerado el mejor amigo de Kai-Lan.
- Voz por Jack Samson
- Doblaje en Latinoamérica: Consuelo Pizarro
- Doblaje en España:

### Tolee
Tolee es un koala de 8 años de edad que tiene un afición por los pandas. Este se ve revelado en el episodio Campout.
- Voz por Khamani Griffin
- Doblaje en Latinoamérica: Pablo Seisdedos
- Doblaje en España:

### Hoho
Es un pequeño mono blanco de 5 años de edad y es amigo de Kai-Lan y da el súper salto.
- Voz por Angie Wu
- Doblaje en Latinoamérica: Ariela Yuri
- Doblaje en España:

### Lulu
Es una tierna rinoceronte rosa, siempre lleva un globo rojo en su cuerno que le ayuda a volar, y es una de las mejores amigas de Kai-lan. A pesar de formar parte del elenco principal, no aparece con mucha frecuencia.
- Voz por Beverly Duan
- Doblaje en Latinoamérica: Daniela Palaveccino
- Doblaje en España:

### YeYe
El abuelo de Kai-Lan, YeYe (爺爺), aparece compartiendo tradiciones chinas con su nieta. YeYe es el único anciano en toda la serie. YeYe es una manera informal de decir abuelo paterno. El personaje de YeYe está formado con aspectos del padre y abuelo paterno en la vida real de Karen Chau.
- Voz por Clem Cheung
- Doblaje en Latinoamérica: Carlos Carvajal
- Doblaje en España:

## Reparto Original

### Voces infantiles
- Kai-Lan - Jade-Lianna Peters
- Tolee - Khamani Griffin
- Rintoo - Jack Samson
- Hoho - Angie Wu
- Lulu - Beverly Duan

### Voces de ancianos aproximadamente de setenta y un años
- Yeye - Clem Cheung